# Pérégrinos Protée
Pérégrinos Protée (grec moderne : Περεγρῖνος Πρωτεύς; c. 95 – 165) est un philosophe grec cynique, de Parion en Mysie. Après avoir quitté sa maison à un jeune âge, il vécut d'abord avec les chrétiens en Palestine, avant d'être finalement expulsé de cette communauté et d'adopter le style de vie d'un philosophe cynique et finalement de s'installer en Grèce. Il se suicida en faisant sa propre oraison funèbre et en s'incinérant lui-même sur un bûcher funéraire aux Jeux olympiques de 165 ap. J.-C. En 180, une statue de Pérégrinos fut dressée dans sa ville natale, Parion. Cette statue est présumée avoir des pouvoirs oraculaires.

## Biographie d’aprèsLucien de Samosate
Le seul récit détaillé de la vie de Pérégrinos est donné par Lucien de Samosate, dans sa satire La mort de Pérégrinos (latin : De morte Peregrini).

Pérégrinos est né à Parion, en 95. Jeune, il fut suspecté de parricide et obligé de quitter sa maison natale. Dans son errance, il atteignit la Palestine, où il se rapprocha de la communauté chrétienne et atteignit rapidement une position d'autorité. Il fut condamné à une peine de prison par les autorités romaines, durant laquelle les Chrétiens l'aidèrent beaucoup. Il attendait le martyre, mais le Gouverneur de Syrie le relâcha. Il semble être alors devenu un Cynique, parce qu'il retourna chez lui, renonça à son héritage et fit don de tout son argent à ses concitoyens. Il reprit sa vie d'errance, conservant de proches relations avec les Chrétiens, avant de les offenser d'une certaine manière et d'être expulsé de leur communauté. Il alla en Égypte pour étudier avec le célèbre Cynique Agathobule, auprès de qui il apprit le dur ascétisme de la secte. Il alla à Rome, où il commença une campagne de dénigrement des autorités romaines, particulièrement l'empereur Antonin le Pieux. Il se gagna des disciples parmi le peuple, dont le chef pourrait être Théagène de Patras. Toléré au début, il fut finalement expulsé par le préfet de Rome. Il alla ensuite à Élis en Grèce, où il continua sa prédication anti-romaine. Aux Jeux olympiques – ceux de 153 ou ceux de 157 – Pérégrinos malmena le riche Hérode Atticus, provoquant contre lui-même la fureur de la foule qui l'aurait attaqué, l'obligeant à se réfugier dans le temple de Zeus À Athènes, Pérégrinos se consacra à l'étude et à l'enseignement de la philosophie, et obtint un nombre considérable d'élèves, dont Aulu-Gelle. Aux Jeux olympiques de 161, il annonça qu'il allait s'immoler publiquement sur un bûcher aux Jeux olympiques suivants : 

« Il dit qu'il voulait ajouter un embout d'or sur une vie dorée ; celui qui avait vécu comme Héraclès devait mourir comme Héraclès et se mêler à l'éther. Et je souhaite, dit-il, rendre service à l'humanité en leur montrant la manière avec laquelle chacun devrait ne pas se soucier de la mort ; ce pourquoi tout homme doit être mon Philoctète. »

Il tint sa promesse : la dernière nuit des Jeux olympiques de 165, il s'immola sur un bûcher funéraire situé à vingt stades (3,7 km) à l'est d'Olympie. Lucien de Samosate, présent, fut témoin de l'évènement, après avoir entendu Théagénès, le plus fervent disciple de Pérégrinos, louer les intentions de son maître. Il est difficile de reconstituer les motivations propres de Pérégrinos, car Lucien présente le personnage et sa vie de manière hostile. Selon lui, Pérégrinos tua son père en l'étranglant, devint chrétien pour s'enrichir, fut emprisonné pour obtenir la notoriété, fit don de son héritage pour gagner la faveur du peuple de sa ville natale, fut disciple d'Agathobule pour devenir plus obscène (???), attaqua les Romains et se tua lui-même pour devenir tristement célèbre.

## Récit d'Aulu-Gelle
Aulu-Gelle, qui l'a connu aussi, rapporte une autre opinion sur Pérégrinos. Il le décrit comme « un homme de dignité et de courage », et il lui rendait régulièrement visite dans son abri en dehors d'Athènes où il écoutait des discours qui étaient « utiles et nobles » : 

« Il disait qu'un homme sage ne commettrait pas un péché, même s'il savait que ni les dieux ni les hommes ne pourraient en avoir connaissance ; car il pensait que l'on devait s'abstenir du péché, non par crainte d'une punition ou d'un déshonneur, mais par amour de la justice et de l’honnêteté et par sens du devoir. »